# Machairodus
Machairodus – wymarły rodzaj ssaka drapieżnego z podrodziny machajrodonów (Machairodontinae) w obrębie rodziny kotowatych (Felidae), żyjący w Europie, Azji, Afryce i Ameryce Północnej na przestrzeni od 13 mln do 2 mln lat temu. Gatunki z rodzaju Machairodus cechowały się różną wielkością i proporcją ciała, lecz generalnie wszystkie posiadały duże kły górne i siekacze.
Prawdopodobnie był przodkiem rodzaju Homotherium. Machairodus pochodzi bezpośrednio od rodzaju Proailurus.

## Etymologia
- Machairodus: gr. μαχαιρα makharia „sztylet, szabla”; οδους odous, οδοντος odontos „ząb”[4].
- Cultridens: łac. culter, cultri „nóż”; dens, dentis „ząb”[5].

## Podział systematyczny
Do rodzaju należały następujące gatunki:
- Machairodus aphanistus (Kaup, 1832)
- Machairodus catocopis (Cope, 1887)
- Machairodus fires (Qi, 1983)
- Machairodus horribilis Schlosser, 1903
- Machairodus ischimicus Orlov, 1936
- Machairodus lahayishupup Orcutt & Calede, 2021
- Machairodus niobrarensis (Thorpe, 1922)
- Machairodus praecox (Pilgrim, 1932)
- Machairodus robinsoni Kurtén, 1976
- Machairodus transvaalensis (Broom, 1939)